# Saudade do Brasil
Saudade do Brasil — семнадцатый студийный альбом бразильской певицы Элис Режины, выпущенный в 1980 году на лейбле Elektra Records. Двойной альбом является студийной версией спектакля, который Режина представила в том же году в концертом зале Canecão.

## Список композиций
| №                   | Название                        | Автор(ы)                                                                                 | Длительность |
| ------------------- | ------------------------------- | ---------------------------------------------------------------------------------------- | ------------ |
| 1.                  | «Abertura / Arrastão / Lapinha» | Сезар Камаргу Мариану / Эду Лобу, Винисиус ди Морайс / Баден Пауэлл, Пауло Сезар Пинейру | 6:01         |
| 2.                  | «Terra de Ninguém»              | Маркос Валле, Пауло Сержио Валле                                                         | 1:32         |
| 3.                  | «Maria Maria»                   | Милтон Насименту, Фернанду Брант                                                         | 2:40         |
| 4.                  | «Agora Tá!»                     | Тунай, Сержио Натуреса                                                                   | 2:53         |
| 5.                  | «Alô, Alô Marciano»             | Рита Ли, Роберту де Карвалью                                                             | 4:04         |
| 6.                  | «Canção da América»             | Милтон Насименту, Фернанду Брант                                                         | 3:00         |
| 7.                  | «As Aparências Enganam»         | Тунай, Сержио Натуреса                                                                   | 5:38         |
| 8.                  | «O Primeiro Jornal»             | Суэли Коста, Абел Силва                                                                  | 2:12         |
| 9.                  | «Moda de Sangue»                | Жеронимо Жардим, Ивалду Рок                                                              | 3:50         |
| 10.                 | «Marambaia»                     | Энрикан, Рубенс Кампос                                                                   | 2:29         |
| Общая длительность: | Общая длительность:             | Общая длительность:                                                                      | 34:19        |

| №                   | Название                           | Автор(ы)                         | Длительность |
| ------------------- | ---------------------------------- | -------------------------------- | ------------ |
| 1.                  | «Presidente Bossa Nova»            | Жука Чавес                       | 1:51         |
| 2.                  | «Conversando no Bar»               | Милтон Насименту, Фернанду Брант | 4:33         |
| 3.                  | «Onze Fitas»                       | Фатима Гедес                     | 3:09         |
| 4.                  | «Menino»                           | Милтон Насименту, Роналду Бастос | 2:26         |
| 5.                  | «Aos Nossos Filhos»                | Иван Линс, Витор Мартинс         | 4:39         |
| 6.                  | «Sabiá»                            | Том Жобим, Шику Буарки           | 4:21         |
| 7.                  | «Mundo Novo, Vida Nova»            | Гонзагинья                       | 3:01         |
| 8.                  | «Aquarela do Brasil»               | Ари Баррозу                      | 2:50         |
| 9.                  | «O Que Foi Feito Devera (de Vera)» | Милтон Насименту, Фернанду Брант | 2:41         |
| 10.                 | «Redescobrir»                      | Гонзагинья                       | 4:08         |
| Общая длительность: | Общая длительность:                | Общая длительность:              | 33:39        |

## Участники записи
- Элис Режина — вокал
- Kzam — бас-гитара, акустическая гитара
- Sagica — барабаны
- Шикинью Брандао[порт.] — флейта
- Паоло Гарфункел[порт.] — флейта, кларнет, саксафон
- Натан Маркес — бас-гитара, акустическая гитара
- Сержио Энрикес — клавишные
- Chacal — перкуссия
- Лину Симау — тенор-саксофон
- Октаву Бангла — тенор-саксофон, кларнет
- Bocato — тромбон
- Клаудио Фария — труба
- Ноно Карвалью — труба